# Raymundus Regondi

Abt Raymund Regondi (Gemälde im Stift Altenburg)

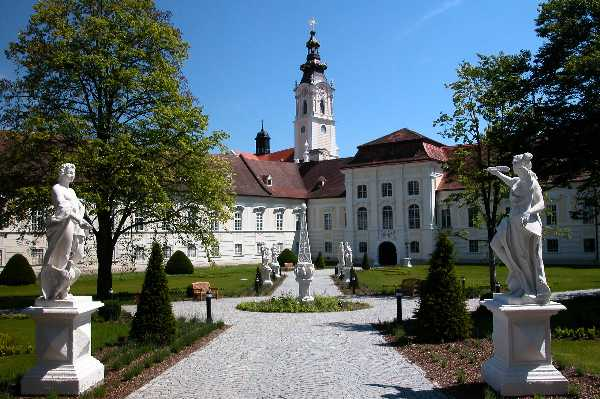
Stift Altenburg, Niederösterreich

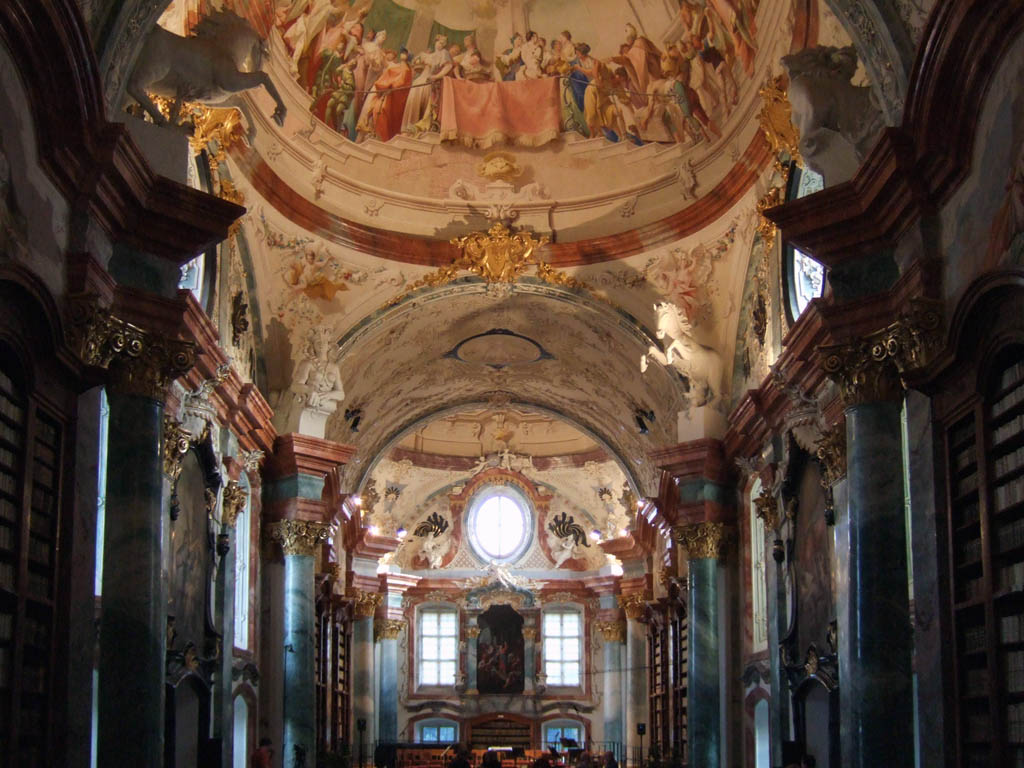
Stiftsbibliothek

Raymundus Regondi (als Johannes Franciscus Regondi; * 13. Juni 1652 in Kaisersteinbruch, Ungarn; † 22. März 1715 in Wien) war Abt des Stiftes Altenburg.

## Leben
Johannes Franciscus Regondi, erster Sohn des Giorgio Regondi und dessen Ehefrau Maria, aus einem angesehenen Mailänder Geschlecht stammend, wurde in eine italienisch-schweizerische Künstlerkolonie im kaiserlichen Steinbruch nahe bei Wien, der Hauptstadt des Heiligen Römischen Reiches Deutscher Nation gelegen, hineingeboren. Kaiser Ferdinand III. hatte den Richter im Steinbruch, seinen Hofbildhauer Pietro Maino Maderno, einen Untertan des Stiftes Heiligenkreuz, 1649 in den Adelsstand erhoben. Bei der Kirchweihe am 30. Juli 1652 kam es zum Eklat. Maderno wurde vom Richteramt enthoben und Ambrosius Regondi, der Onkel des Johannes Franciscus, zum Nachfolger bestellt. Seither wird die Familie Regondi im Archiv der Universität Wien und im Stift Altenburg als nobilitiert bezeichnet.

### Studium
1663, im Alter von elf Jahren, begann Johannes Franciscus Regondi an der Universität Wien mit dem Studium der Philosophie, das er am 11. August 1672 mit dem Magister Philosophiac beendete.
Im selben Jahr begann er das Noviziat im Stift Altenburg. Sein Ordensgelübde legte er mit der Namensverleihung Raymundus am 3. August 1673 ab. Anschließend ging er wieder an die Universität Wien zum Theologiestudium. Er war in der Seelsorge tätig und seit 1678 Lektor der Philosophie an der Hauslehranstalt.

### Abt des Stiftes Altenburg

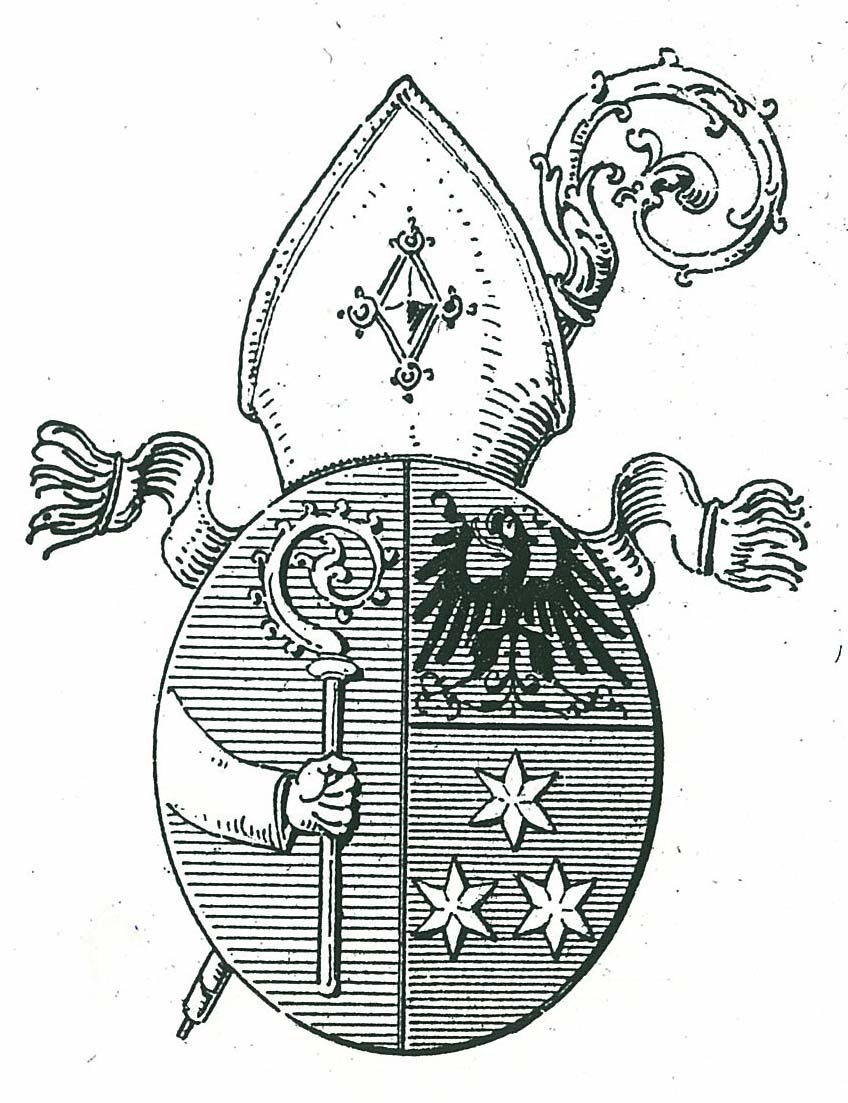
Abtwappen von Raymundus Regondi

Der Abt des Stiftes Altenburg Maurus Boxler verstarb 1681. Bei der Abtwahl am 26. Oktober 1681 erhielt Regondi 20 von 24 abgegebenen Stimmen und wurde mit Sondergenehmigung der Wiener Hofkanzlei noch am selben Tag installiert. Sein Wappen war ein geteilter Schild, oben in Blau ein schwarzer Adler, unten in Blau drei silberne Sterne. Der untere Teil stellt das Familienwappen der Regondi dar (Pestkreuz 1648, Regondi-Altar der Kaisersteinbrucher Kirche). Sein Vater Giorgio Regondi war bereits am 10. Jänner verstorben. So sorgte Raymundus Regondi für seine Mutter und seine Geschwister.
Er beauftragte den Znaimer Bildhauer Martin Angerer, zwei Altäre für die Kirche zu errichten. Weiters sind Künstlerverträge mit dem Bildhauer Mathias Sturmberger dokumentiert.
Papst Innozenz XI. verordnete eine allgemeine Steuer für alle geistlichen Güter in Ungarn, Böhmen und Österreich (die sogenannte Türkensteuer), die von Bischof Sebastian von Passau am 30. August 1683 auch dem Abt Raymundus weitergegeben wurde. Das Stift hatte den vierten Teil eines Jahreseinkommens bei den zuständigen Deputierten in Passau abzuliefern. Für den November 1685 wurde ein Betrag von 12.566 Gulden angegeben.
Belegt ist die Freundschaft von Abt Raymund mit dem großen Prediger Abraham a Sancta Clara. Dieser widmete zwei seiner Werke dem Abt: Grammatica religiosa (1691) und Judas der Erzschelm (1695).
Raymundus Regondi starb am 22. März 1715 in Wien und wurde in Altenburg beigesetzt. Sein Gemälde ist im Stift zu sehen, es hat die Besatzungszeit, im Gegensatz zu vielen anderen Gemälden, überstanden. Nachfolger wurde Abt Placidus Much.

## Familie
Seine jüngeren Brüder wählten auch den geistlichen Weg: Gotthard Regondi († 1728) im Stift Altenburg und Marian Regondi im Stift Lilienfeld.

## Archivalien
- Stift Altenburg Archiv: Von Abt Bernhard Naber zusammengestellte Lebensdaten.
- Archiv der Universität Wien: Immatriculationen.
- Deutscher Ritterorden Archiv: Siegel von Abt Raymundus Regondi. 1693.
- Stift Heiligenkreuz Archiv: Kirchenbücher, Register, Steinmetz.
- Andreas Fidler, Geschichte der österr. klösterl... Band 8, 1787